# Lupta de la Ciucea (16-29 ianuarie 1919)
Lupta de la Ciucea din perioada 16-29 ianuarie 1919 a  reprezentat o acțiune militară de luptă de nivel tactic care a opus în arealul geografic dintre localitatățile Ciucea și Huedin situate în comitatul Cluj, trupe maghiare din Divizia Secuiască celor românești. Derularea ostilităților s-a circumscris operațiilor militare pentru apărarea Marii Uniri, acțiunea desfășurându-se în timpul perioadei de ocupare a celui de-al treilea aliniament al liniei de demarcație din Transilvania. Acțiunile desfășurate cu această ocazie au contribuit la stabilirea aliniamentului demarcațional militar în munții Bihorului. 
Subiectul înfruntării a fost reprezentat de controlul căii de acces spre pasul Ciucea, una dintre trecătorile majore prin care se realiza accesul în Transilvania. Aflat în retragere din zona Clujului, Regimentul 21 Infanterie Honvezi a acționat în apărare în mod activ, conform cu sensul schimbării de optică a administrației politice și militare ungare care era acum dispusă la măsuri militare, luate cu scopul de a câștiga timp.
Fixarea trupelor maghiare în apărare la Ciucea a permis ca ele – ulterior – să poată dispune în zonă de serioase lucrări genistice în fața ofensivei armatei române din aprilie 1919

## Contextul geografic, politic și militar
Pasul Ciucea (maghiară Király-hágó) reprezintă un punct de trecere între Transilvania propriu-zisă și Crișana, șoseaua care traversează pasul făcând legătura între localitățile Oradea și Cluj. În sens istoric și cultural, a reprezentat una dintre trecătorile majore prin care se realiza accesul în Transilvania medievală. fiind cea mai folosită rută de trecere dintre Marea Câmpie Ungară și bazinul Transilvaniei.
Succesiv eforturilor Guvernului României și ale Consiliului Dirigent, linia de demarcație a fost mutată în luna ianuarie 1919 pe aliniamentul vest de Sighetu Marmației - Cicârlău - Ardusat - Băsești - Chilioara - Crișeni - Panic - Aghireș - Meseșenii de Sus - Șeredei - Pria - Ciucea - Ciuci - Zam. Forțele armate române au continuat astfel să preseze încet înainte, după ce au asigurat Clujul.

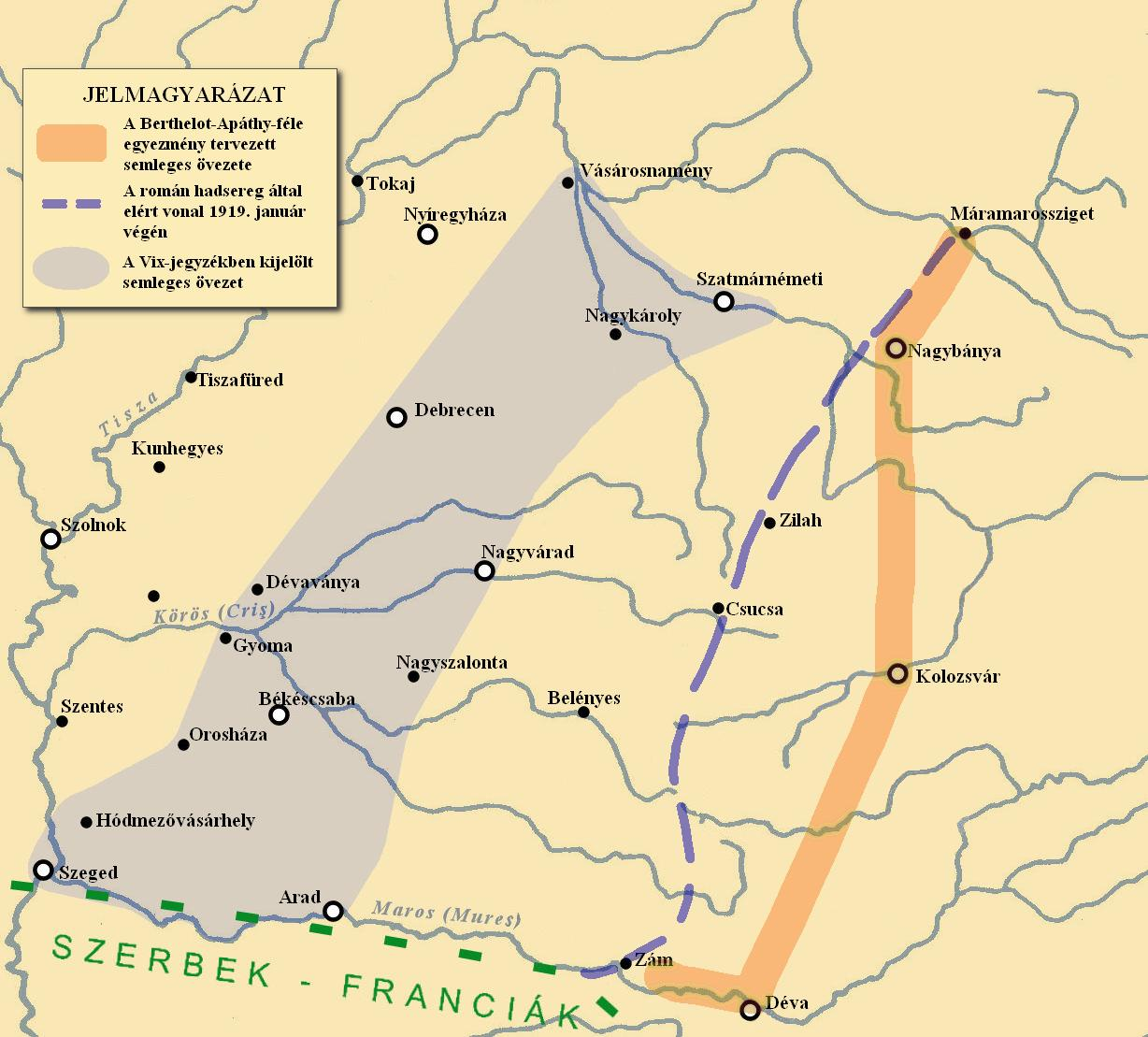
Aliniamentele liniei de demarcație hotărâte pe 31 decembrie 1918, 28 ianuarie și 26 februarie 1919. Zona demilitarizată propusă de Aliați în 26 februarie 1919 este figurată cu culoare gri.

Trupele Diviziei Secuiești s-au retras din zona Clujului, rămânând doar formațiuni mai mici ale Regimentului 21 Infanterie Honvezi din Cluj, care aveau misiunea de a asigura drumul spre Oradea (maghiară Nagyvárad) pentru perioada de transport a muniției. După arestarea la 17 ianuarie 1919 a profesorului István Apáthy de către români, și în contextul continuării înaintării de către trupele române, comandamentului ungar în fruntea căruia se afla  Károly Kratochwill s-a mutat inițial la Huedin (maghiară Bánffyhunyad) și apoi la Oradea, unde și-a transferat centrul de comandă la mijlocul lunii ianuarie. Comandamentul ungar a susținut însă că nu recunoaște drept linie de demarcație decât Linia Diaz din 3 noiembrie 1918, așa cum fusese confirmată și individualizată prin Convenția militară de la Belgrad din 13 noiembrie 1918. De la Oradea Kratochwill a ordonat astfel ca trupele maghiare să nu se mai retragă, chiar dacă armata română ar fi continuat să înainteze spre vest. În contextul acestui ordin au apărut și primele confruntări militare dintre cele două armate.
Politica de non-rezistență pasivă dezvoltată în cursul iernii 1918-1919 de către guvernul ungar nu l-a descurajat pe Kratochvil, iar militarii Diviziei Secuiești au subminat politica oficială printr-o atitudine războinică. Astfel, comandantul Diviziei Secuiești a fost proactiv, ordonând misiuni care să traverseze liniile românești. Colonelul și subordonații săi au fost de părere că rezistența armată este singura cale de urmat pentru a păstra teritoriile situate la periferia teritoriului Ungariei, opinie împărtășită de mulți dintre contemporanii lor de aceeași limbă, aflați în acele zone.
Conform generalului francez Louis Franchet d'Esperey, scopul final al românilor a fost acela de a ocupa teritoriile aflate în sud-estul Tisei, în conformitate cu cele consemnate în Tratatul secret de alianță dintre România și Antantă. În consecință, generalul francez a apreciat că un război româno-ungar este iminent.

## Confruntarea

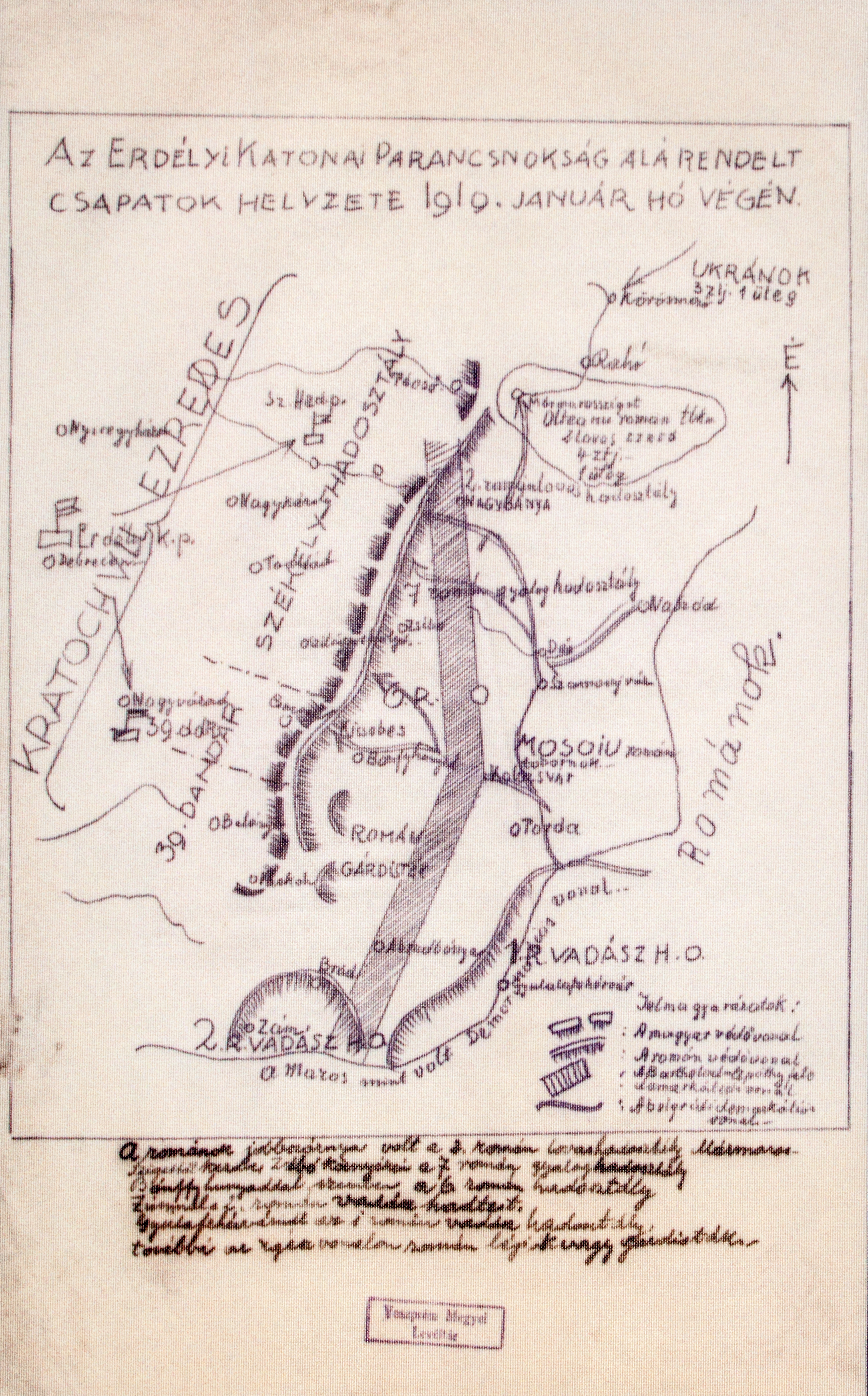
Situaţia militară la nivelul liniei de demarcaţie în ianuarie 1919.

În a doua jumătate a lunii ianuarie 1919, trupele române au depășit linia de demarcație care trecea prin Baia Mare, Cluj și Deva. Cea mai mare confruntare dintre trupele române și ungare din luna ianuarie 1919 a avut loce la Ciucea, unde Regimentul 21 Infanterie Honvezi a reușit ca efect al unor lupte care au durat câteva săptămâni, să oprească armata română să avanseze spre defileul Crișului Repede.
Conform istoricului Nagy Szabolcs, începând cu 12 ianuarie Regimentul 21 Infanterie Honvezi a fost atacat de către români, acesta retrăgându-se spre Ciucea cu misiunea de a asigura alături de Garda Națională Maghiară din Oradea apărarea trecătorii omonime. În retragere, trupele ungare de honvezi și de jandarmi au săvârșit jafuri, bătăi, schingiuiri și omoruri la Huedin și în satele Morlaca, Bologa, Valea Drăganului, Poieni Ciucea și Bucea. Deși în perioada de sfârșit a lunii ianuarie și de început al lunii februarie Regimentul 21 Infanterie Honvezi nu se afla în acel moment într-o formă prea bună, din punct de vedere al disciplinei, dislocat în apărarea zonei Ciucea acesta a contribuit la 16 ianuarie la atacarea trupelor române din zonă.
Conform profesorului Ilie Furduiu, actele reprobabile respective au grăbit înaintarea armatei române spre Huedin. Câteva zile mai târziu astfel, trupele române au replicat printr-un atac încununat de succes, asupra orașului. La 5/18 ianuarie a avut loc o ciocnire la Poieni cu Gărzile Naționale Române din localitate precum și cu 20 de cavaleriști români (roșiori), iar a doua zi pe 6/19 ianuarie membrii Gărzilor Naționale Române din Valea Drăganului s-au deplasat la Ciucea, unde au intervenit energic în ajutorul soldaților români aflați acolo.
Pe fondul unor condiții din ce în ce mai haotice în hinterlandul învecinat și a unei lungimi mari a linie frontului față de posibilitățile asigurării efective cu trupe, comunicațiile și aprovizionarea au devenit din ce în ce mai dificile la nivelul liniei de demarcație, iar gradul de fragmentare în mici unități al diviziei a crescut. Fiecare comandant a ajuns să opereze în mod autonom în propriul sector, planificând și executând în baza autorității proprii operațiuni în teritoriul stăpânit de către trupele române.
Pasul Ciucea a fost ținut de trupele regimentului. La 7/20 ianuarie trupele din Regat și Gărzile Naționale Române s-au retras din localitatea Ciucea, care a fost reocupată de maghiari a doua zi, aceștia înaintând ulterior până la Poieni și Valea Drăganului.
În perioada 23-28 ianuarie 1919 maghiarii Regimentului 21 Honvezi au trecut la contraatac, pentru a menține viitoarea linie de demarcație la nivelul căreia ajunseseră trupele române. Astfel, fără  a se baza pe un ordin direct venit de la Kratochvil, colonelul Lajos Kubay a decis ca la 23 ianuarie să inițieze o acțiune proprie, fără să notifice eșalonul superior al diviziei. Timp de 3 zile, soldații maghiari au înaintat în Țara Călatei până la Brăișoru (maghiară Malomszeg). Datorită faptului că regimentul era amenințat cu încercuirea dinspre nord și sud de trupe neregulate românești și dinspre Cluj de trupe regulate, forțele ungare s-au retras la Ciucea, unde o delegație franceză le-a cerut la 29 ianuarie să înceteze ostilitățile.

## Epilogul

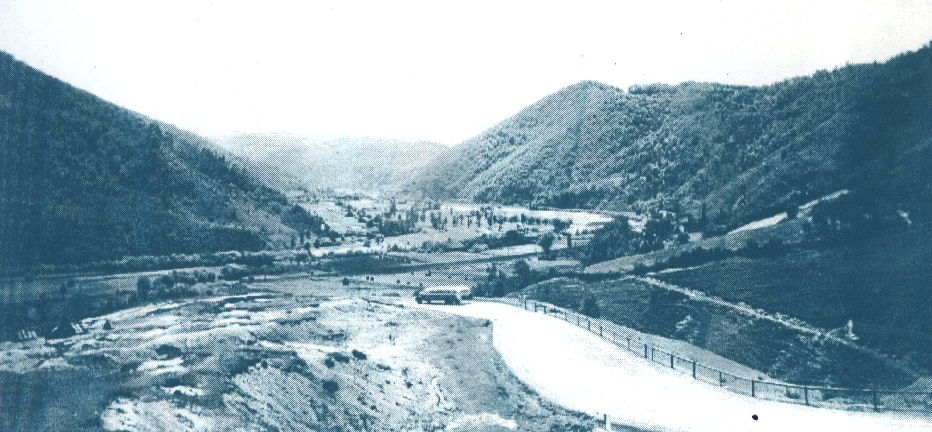
Valea Crişului Repede la Ciucea, în epoca interbelică

Ca efect al luptelor duse la Ciucea, linia frontului s-a stabilizat în Munții Bihorului.
Nu s-a ajuns totuși la o ciocnire deschisă, deoarece la 21 ianuarie 1919, Franchet d'Esperey a ordonat oprirea avansului militar românesc. Pe 23 ianuarie Consiliul de Miniștri ungar a decis, pentru prima dată, că nu mai avea o altă soluție decât rezistența armată, iar la 24 ianuarie Georges Clemenceau i-a atras atenția generalului Henri Berthelot că nu era cazul să se ia în considerare toate pretențiile românești. Un nou ordin din 28 ianuarie – al Primului Ministru francez – a determinat fixarea armatelor române pe aliniamentul Sighet-Baia Mare-Zalău-Ciucea-Zam. Situația de provizorat nu a mulțumit pe de-a-ntregul pe niciunul dintre guvernele ungar și român.
„La întâlnirea din 23 ianuarie 1919 a cabinetului [ungar], Károly și Berinkey au făcut să fie clar că o nouă politică urma să fie adoptată pentru armată; politica rezistenței pasive urma să fie abandonată în favoarea unor pregătiri defensive, iar acestea urmau să înceapă în comitatul Bihor, situat pe frontul estic și în același timp unul dintre cele mai mari comitate din Transilvania. Aceasta nu urma să însemne că va fi autorizată vreo ofensivă de orice tip, cu atât mai mult cu cât lipseau rezervele. Dar, în cele din urmă o politică activă de apărare urma să fie adoptată, cu speranța că beneficiile politice câștigate ar fi urmat să cumpere mai mult timp pentru regim.”—Helmick Timothy: Spre redobândirea patriei: cum de au venit soldații din clasa de mijloc și ofițerii să lupte pentru Károly și Kun, 2012

Pasul Ciucea.

Fixarea trupelor maghiare în apărare la Ciucea a permis însă, ulterior, ca ele să poată dispune în zonă a de serioase lucrări genistice în fața ofensivei armatei române din aprilie 1919.